# Medal Australijski Więziennictwa
Medal Australijski Więziennictwa ang. Australian Corrections Medal, skr. ACM) – australijskie cywilne odznaczenie ustanowione 19 czerwca 2017.
Przyznawane jest za wybitną służbę  („distinguished service”), członkom wszystkich australijskich służb więziennictwa dla dorosłych.
Medal może zostać przyznany jednej osobie tylko raz.
W australijskiej kolejności starszeństwa odznaczeń zajmuje miejsce bezpośrednio po Medalu Służb Ratowniczych, a przed Medalem Australijskim Wywiadu.
Osoby odznaczone tym medalem mają prawo umieszczać po swoim nazwisku litery „ACM”.